# Bizkids
Bizkids was van circa 1980 tot 1983 een Nederlandse melodieuze punkband uit Velsen.

## Geschiedenis
Bizkids was begonnen als schoolband. Ze speelden melodieuze punkrock, dat zwaar tegen de stijl aanleunde van Dead Kennedys. In 1982 werd door de VARA een optreden uitgezonden op de televisie. Het was een liveoptreden vanuit Paradiso voor het programma "De Vrolijke Crisis". Het plezier in het spelen was grote drijfveer voor de band. Echter het onverwachte overlijden van bassist Sander v.d. Kolk nam dat plezier weg. Het deed de band besluiten om te stoppen. Er is nooit een officiële plaat opgenomen van de band. Wel staan enkele nummers op een live LP van Parkhof in Alkmaar en zijn er enkele bootlegs in de Verenigde Staten uitgebracht, met daarop enkele nummers van Bizkids.

## Bezetting
- Annegreet Wytzes - zang
- Sander v.d. Kolk - bas
- Theo Jaspers - gitaar
- Henk Koster - drums

## Discografie
- Parkhof 11-4-81 (verzamel LP) 1981
- Old Persons Bungalow - IJmond Poparchief Volume 2 (dubbel CD)  2004
- Als Je Haar Maar Goed Zat (DVD)

### Bootlegs
- A Reference of Female Fronted Punk Rock 1977-89 - 12 CD box 2005
- We're Still Pissed! An International Female Fronted HC/Punk Compilation, Volume 2 digitale media Old, Fast and Loud 2007[3]